# Passo do Verde
Passo do Verde är ett samhälle i Brasilien.   Det ligger i kommunen Santa Maria och delstaten Rio Grande do Sul, i den södra delen av landet, 1 700 km söder om huvudstaden Brasília. Passo do Verde ligger 50 meter över havet och antalet invånare är 531.
Terrängen runt Passo do Verde är platt. Runt Passo do Verde är det glesbefolkat, med 8 invånare per kvadratkilometer.. Närmaste större samhälle är Santa Flora, 17,5 km väster om Passo do Verde.
Trakten runt Passo do Verde består till största delen av jordbruksmark.